# Mpulungu
Mpulungu è un centro abitato dello Zambia, situato nella Provincia Settentrionale.